# Craptignapa
Craptignapa là một chi bướm đêm thuộc họ Erebidae.